# Mortal Kombat 2
„Mortal Kombat 2“ (на английски: Mortal Kombat II) е предстоящ филм за бойни изкуства от 2025 г. на режисьора Саймън Маквойд по сценарий на Джеръми Слейтър, и е базиран на едноименната поредица видеоигри, създадена от Ед Буун и Джон Тобиас. Той е продължение на „Mortal Kombat: Филмът“ (2021) и е изцяло четвъртият филм от едноименната филмова поредица. Във филма участват Луис Тан, Карл Ърбан, Джесика Макнейми, Луди Лин, Мехкад Брукс, Чин Хам, Таданобу Асано, Джо Танслим, Хироюки Санада, Джош Лаусън, Тати Гейбриъл, Аделин Рудолф, Макс Хуанг, Мартин Форд, Дезмънд Чиам и Деймън Хериман.
Снимките започват на 22 юни 2023 г. във „Вилидж Роудшоу Студиос“ и приключват в края на януари 2024 г.
Филмът е насрочен да излезе в кината от Съединените щати на 24 октомври 2025 г., разпространен от „Уорнър Брос Пикчърс“.

## Актьорски състав
- Карл Ърбан – Джони Кейдж[9]
- Аделин Рудолф – Китана[10]
  - София Ксу – Китана като малка
- Джесика Макнейми – Соня Блейд[9]
- Мехкад Брукс – Джакс[11]
- Таданобу Асано – Лорд Рейдън[12]
- Луди Лиг – Лю Канг[13]
- Макс Хуанг – Кунг Лао[14]
- Хироюки Санада – Ханзо Хасаши / Скорпион[15]
- Джош Лаусън – Кейно[9]
- Луис Тан – Коул Янг[16]
- Мартин Форд – Шао Кан[17]
- Джо Таслин – Би-Хан / Нуб Сайбот[15]
- Тати Гейбриъл – Джейд[9]
- Ана Тху Нгуен – Кралица Синдел[17]
- Си Джей Блумфийлд – Барака[18]
- Чин Хан – Шанг Цунг[12]
- Деймън Хериман – Куан Чи[17]
- Десмонд Чиам – Крал Джероб[17]

## Филми от поредицата за „Смъртоносна битка“
Поредицата „Смъртоносна битка“ включва 4 филма:
- „Смъртоносна битка“ (1995)
- „Смъртоносна битка: Унищожението“ (1997)
- „Mortal Kombat: Филмът“ (2021)
- „Mortal Kombat 2“ (2025)